# Charp
Charp (in russo Харп?) è un insediamento di tipo urbano della Russia siberiana occidentale, situato nel circondario autonomo Jamalo-Nenec; fino al 2021 apparteneva amministrativamente al rajon Priural'skij, ora fa parte del circondario urbano della città di Labytnangi.
Sorge nella parte occidentale del circondario autonomo, sul fiume Sob' (affluente dell'Ob').